# سپیده‌دم سرخ
سپیده‌دم سرخ (به انگلیسی: Red Dawn) یک فیلم سینمایی اکشن آمریکایی محصول سال ۱۹۸۴ و به کارگردانی جان میلیوس است. در این فیلم بازیگرانی همچون پاتریک سوویزی، سی توماس هوول، لی تامپسون، بن جانسون، هری دین استنتون، ران اونیل، ویلیام اسمیت، پاورز بوث، چارلی شین، دارن دالتون، جنیفر گری، ولادک شیبال، فرانک مک‌ری، روی جنسن، لین اسمیت، پپه سرنا و رادامس پرا ایفای نقش کرده‌اند.